# Ágnes Kunhalmi
Ágnes Kunhalmi, née le 31 octobre 1982 à Kiskunmajsa, est une personnalité politique hongroise, députée à l'Assemblée hongroise, membre du groupe MSzP. Elle était présidente de la Fédération Socialiste de Budapest.